# Рамочная конвенция по защите морской среды Каспийского моря
Рамочная Конвенция по защите морской среды Каспийского моря (англ. Framework Convention for the Protection of the Marine Environment of the Caspian Sea) — это региональная международная конвенция, подписанная 4 ноября 2003 г. в Тегеране (Иран) представителями пяти прикаспийских стран: Азербайджанской Республики, Исламской Республики Иран, Республики Казахстан, Российской Федерации и Туркменистана. Конвенция вступила в силу 12 августа 2006 г.
Целью Конвенции, которая часто именуется Тегеранской конвенцией, является «защита морской среды Каспийского моря от загрязнения, включая защиту, сохранение, восстановление, устойчивое и рациональное использование его биологических ресурсов» (статья 2 Конвенции).
Конвенцией предусматривается ряд мер по предотвращению, снижению и контролю загрязнения Каспийского моря из наземных источников (ст.7), в результате деятельности на дне моря (ст.8), сбросов с морских и воздушных судов (ст.9 и ст.10), а также иных видов деятельности, включая мелиорацию земель и связанные с этим работы по выемке грунта и строительству дамб (ст.11).
Конвенция предусматривает также принятие мер по предотвращению привнесения в Каспийское море инвазивных видов-вселенцев (см. интродуцированный вид), контролю и борьбе с ними и сотрудничество государств-участников по предупреждению и ликвидации чрезвычайных ситуаций. Стороны Конвенции, в частности, обязуются незамедлительно оповещать друг друга о промышленных авариях и природных катастрофах, а также обеспечивать и поддерживать адекватную готовность к чрезвычайным экологическим ситуациям, включая наличие надлежащего оборудования и квалифицированного персонала (ст.13).
Кроме того, в соответствии с Конвенцией стороны обязуются принимать меры по защите, сохранению, восстановлению и рациональному использованию биологических ресурсов Каспийского моря; поддерживать или восстанавливать популяции морских видов до уровней, позволяющих обеспечивать устойчивый объём их добычи; сводить к минимуму потери при вылове промысловых видов; не допускать чрезмерной эксплуатации биологических ресурсов; защищать, сохранять и восстанавливать эндемичные, редкие и находящиеся под угрозой исчезновения виды, а также сохранять биоразнообразие, среды обитания редких и исчезающих видов и уязвимые экосистемы (ст.14).
Стороны обязуются принимать меры для постоянного мониторинга окружающей среды и использования процедур оценки воздействия на окружающую среду (ОВОС) любой планируемой деятельности, которая может оказать значительное отрицательное воздействие на морскую среду Каспийского моря, и оповещать друг друга о результатах такой оценки (ст.18).
Конвенция утвердила создание новой структуры — Конференции Договаривающихся Сторон, состоящей из представителей каждого из государств-участников. Конференция регулярно собирается на очередные (и, при необходимости, внеочередные) сессии на территориях государств-участников или в месте нахождения Секретариата, обеспечивающего организационную сторону сессий Конференции и выполняющего иные задачи, предусматриваемые Конвенцией.
Секретариатом были подготовлены следующие Протоколы к Конвенции 2003 г.:
- Протокол по наземным источникам загрязнения
- Протокол в отношении готовности и реагирования на крупные разливы нефти
- Протокол по оценке воздействия на окружающую среду (ОВОС) в трансграничном контексте
- Протокол по сохранению биоразнообразия.

12 августа 2011 года в Актау (Казахстан) в рамках Третьей сессии состоялось подписание Протокола о региональной готовности, реагированию и сотрудничеству в случае инцидентов, вызывающих загрязнение нефтью.
12 декабря 2012 года в Москве (Российская Федерация) по итогам 4-й сессии Конференции Сторон Тегеранской конвенции прошло подписание Протокола по защите Каспийского моря от загрязнения из наземных источников и в результате осуществляемой на суше деятельности.